# 풍천초등학교 (경북)
풍천초등학교(豊川初等學校)는 대한민국 경상북도 안동시에 있었던 공립 초등학교이다.

## 학교 연혁
- 1939.04.13 풍천 공립 심상소학교 인가
- 1939.05.10 풍천 공립 심상소학교 개교
- 1941.04.01 공립 풍천국민학교로 개정
- 1981.03.07 병설유치원 개원
- 1996.09.01 풍천초등학교로 교명 개명
- 2008.10.17 경상북도교육청지정 시범학교 운영보고회 개최
- 2014.02.14 제70회 졸업식(졸업생 6명, 계 4,044명)
- 2014.03.01 초등 4학급 편성
- 2014.03.01 제29대 권영희 교장 취임
- 2015.02.13 제71회 졸업식(졸업생 2명, 계 4,046명)
- 2015.03.01 초등 4학급, 유치원 1학급 편성
- 2016.02.29 폐교 및 풍서초등학교와 풍천풍서초등학교로 통합[1]